# Ando Shinya
Shinya Ando (sinh ngày 6 tháng 7 năm 1976) là một cầu thủ bóng đá người Nhật Bản.

## Sự nghiệp câu lạc bộ
Shinya Ando đã từng chơi cho Vissel Kobe.